# Kinesisk kärleksört
Kinesisk kärleksört (Hylotelephium spectabile) är en växtart som tillhör familjen fetbladsväxter från Kina (Manchuriet) och Korea. Tidigare räknades arten till släktet fetknoppar (Sedum). 
Kinesisk kärleksört odlas ibland som trädgårdsväxt i Sverige. Många plantor som säljs under detta namn är dock hybrider med kärleksört (S. telephium) och förs till höstkärleksört (H. Spectabile-gruppen) .
Flerårig ört med upprätta stjälkar, 30-70 cm. Bladen är motsatta eller kransställda med tre blad i varje krans, smalt elliptiska till äggrunda med avsmalnande bas. Bladspetsen är rundad till spetsig.
Blommor kommer i ett tätt, toppställt knippe som blir 7-11 cm i diameter (i trädgårdar ibland mer). De enskilda blommorna är ca 1 cm i diameter. Foderbladen är lansettlika och avsmalnande. Kronbladen är purpur till purpurröda, lansettlika. Ståndarna är violetta. Arten blommar under augusti till oktober.
Två varieteter av arten erkänns:
- var. spectabile - har äggrunda elle avlångt äggrunda blad 4-10 × 2-5 cm, med hela eller rundat tandade kanter.

- var. angustifolium - har smalt elliptisk äggrunda blad 2.5-5 × 0,8-1,5 cm med tandad kant.

## Sorter
'Brilliant'
'Carmen'
'Iceberg'
'Meteor'
'Rubin'
'Septemberglut'
'Stardust'

## Synonymer
var. spectabile
Sedum spectabile Boreau
Sedum telephium var. kirinense Komarov
var. angustifolium (Kitagawa) S. H. Fu
Sedum spectabile var. angustifolium Kitagawa
- Wikimedia Commons har media som rör Kinesisk kärleksört.